# گورکا پوویلینگسکا
گورکا پوویلینگسکا (به لاتین: Górka Powielińska) یک روستا در لهستان است که در گمینا ویننگتسا واقع شده‌است.